# Adam Górski (biskup)
Adam Górski OFMConv herbu Odrowąż (ur. ?, zm. 1626) – polski duchowny katolicki, biskup bakowski, franciszkanin.
Przed objęciem biskupstwa był gwardianem klasztoru we Lwowie i prowincjałem franciszkanów. 26 listopada 1618 został mianowany biskupem w mołdawskim Bakowie. Za jego rządów diecezja, należąca wcześniej do metropolii kalocskiej na Węgrzech, została w 1621 podporządkowana metropolii lwowskiej.